# إيفايلو مارينوف
إيفايلو مارينوف (بالبلغارية: Ивайло Маринов)‏ (مواليد 12 يوليو 1960) هو ملاكم بلغاري، مثّل بلاده في الألعاب الأولمبية الصيفية في دورتي 1980 و1988.

## روابط خارجية
إيفايلو مارينوف على موقع بوكس ريك (الإنجليزية) (registration required)
- إيفايلو مارينوف على موقع أوليمبيديا (الإنجليزية)